# Clair de lune (roman)
Pour les articles homonymes, voir Clair de lune.
Clair de lune (titre original : Moonrise) est le deuxième tome du deuxième cycle de la série La Guerre des clans d'Erin Hunter paru en 2005. 

## Résumé
Dans le prologue, de mystérieux chats terrorisés par une bête féroce reçoivent une prophétie comme quoi un chat argenté les sauvera.
Dans ce tome, les élus rentrent dans la forêt saccagée et essaient de sauver les clans. Minuit leur a indiqué la voie des montages, le plus court, car d'après lui, leur chemin est tout tracé.  Pendant leur périple dans les montagnes, les élus rencontrent un groupe de chats étranges. Cette Tribu accueille chaleureusement les six chats qui décident de rester, le temps de soigner Pelage d'Or qui s'était blessée à l'épaule droite auparavant. Mais au moment où les élus décident de partir, la tribu retient Pelage d'Orage...

## Version française
Le livre est traduit de l'anglais par Aude Carlier et publié en 2009. La version poche est sortie en 2012.